# Štěpán IX.
Štěpán IX. (X.), rodným jménem  Fridrich Lotrinský  (kolem roku 1020 – 29. března 1058 Florencie) byl papežem od 3. srpna 1057 do své smrti. Byl to mladší bratr Bohumíra III., vévody Dolního Lotrinska. Je pohřben ve Florencii v dómu.
Je to dosud poslední papež tohoto jména. Otázka jeho číslování je vysvětlena v článku Štěpán II. (epizodní papež).

## Odkazy

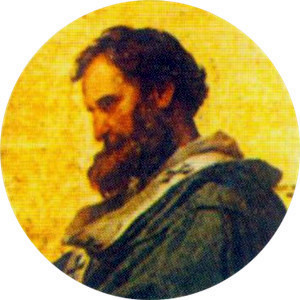
Portrét papeže Štěpána IX. v bazilice sv. Pavla za hradbami